# Канадский бобр
Кана́дский бобр (лат. Castor canadensis) — полуводное млекопитающее отряда грызунов; один из двух современных представителей семейства бобровых (наряду с евразийским речным бобром). Бобры — вторые по величине грызуны после капибары.

## Внешний вид

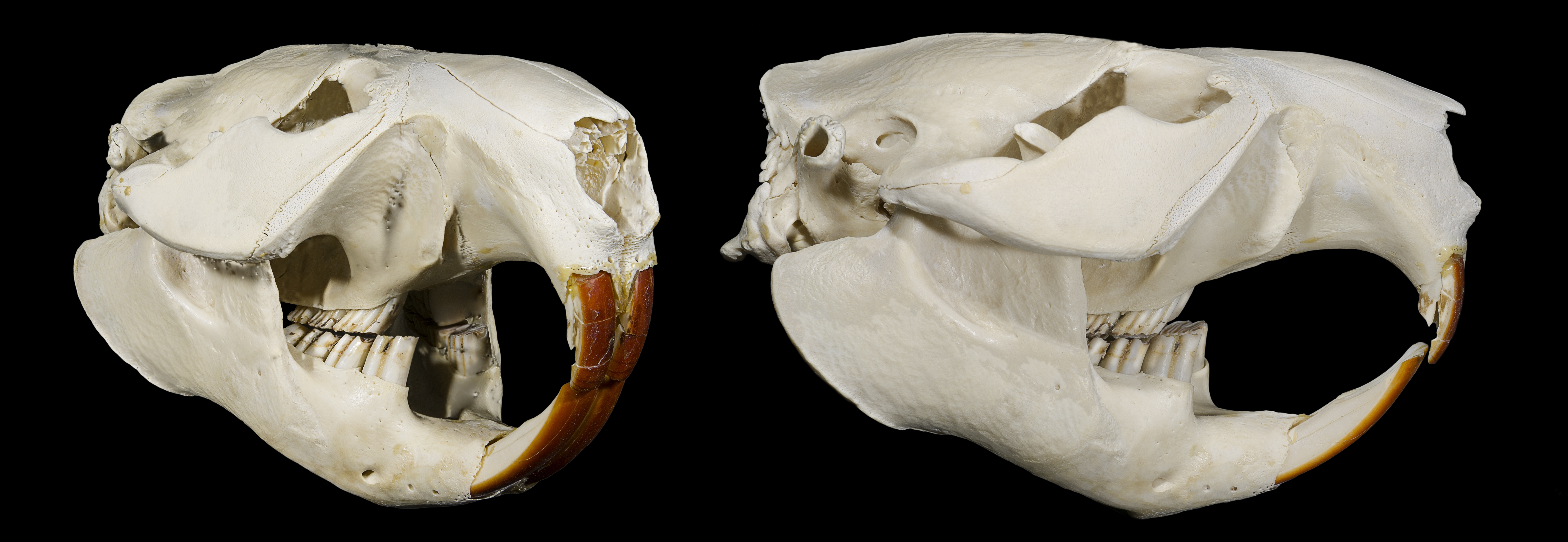
Череп

Биологически сходен с евразийским и долгое время считался его подвидом. Однако в его кариотипе 40 хромосом, а не 48, как у евразийского бобра, и они не могут скрещиваться.
В отличие от евразийского бобра его туловище менее вытянуто, грудь широкая, голова короткая с более крупными тёмными ушными раковинами и близко расположенными выпуклыми глазами. Хвост шире (длина 20—25 см, ширина 13—15 см), овальный со слегка заострённым концом, покрыт чёрными роговыми щитками. Длина его тела 90—117 см; масса достигает 32 кг. Окраска красновато- или черновато-коричневая. Резцы непропорционально велики — ими бобр грызёт твёрдую древесину. Верхние резцы, по крайней мере, 20—25 мм длиной и 5 мм шириной. Смыкающиеся ушные отверстия и ноздри, прозрачные перепонки на глазах являются приспособлением к полуводному образу жизни. У основания хвоста и у самцов, и у самок находятся крупные парные железы, выделяющие пахучий секрет.

## Распространение
Водится канадский бобр в Северной Америке — на Аляске, кроме западного, северо-западного и северного побережий; в Канаде, кроме крайнего севера; почти повсеместно в США, кроме Флориды, большей части Калифорнии и Невады; на севере Мексики вдоль границы с США. 
Завезён в Скандинавские страны. Из Финляндии, куда был завезён в 1937 году, проник в Карелию и Ленинградскую область, быстро расселяясь на юге и востоке Карелии, заняли значительную часть территории республики. На данный момент численность канадских бобров в Карелии составляет около 8 тысячи особей. Интродуцирован в бассейне Амура, на Камчатке и Сахалине.

### Инвазивное распространение
Канадский бобр включён в список монографии «Самые опасные инвазионные виды России (ТОП-100)».
Североамериканские бобры, интродуцированные в 1940-х годах на архипелаг Огненная Земля, размножились и причинили значительный ущерб лесам островов. Правительства разработали широкомасштабную программу по ловле и истреблению бобров на Огненной Земле. В 2016 году власти Аргентины заявили о намерении истребить 100 тысяч бобров, которые опустошают леса провинции Огненная Земля. Заявила о поддержке Аргентины соседняя Чили. Ликвидацию бобров одобрили в ООН и защитники природы. Бобров завезли в Аргентину из Канады около 70 лет назад для промыслового разведения. Бобры значительно увеличили свою популяцию и стали уничтожать леса. Бобры уничтожают деревья, строят плотины и затапливают гигантские площади.

## Образ жизни
Образ жизни сходен с таковым у евразийского бобра. Канадские бобры точно так же активны по ночам, лишь изредка появляясь днём, и редко удаляются от воды. Они прекрасно плавают и ныряют, в спокойном состоянии способны оставаться под водой до пятнадцати минут. Живут семьями до восьми особей — семейной пары и её потомства. Молодые бобры остаются с родителями до двух лет. Бобровые семьи территориальны и охраняют свои участки от других бобров. Границы участка метятся секретом анальных желез (бобровой струёй), который наносится на специальные холмики из грязи и ила. В случае опасности подают сигнал тревоги ударами хвоста по воде.

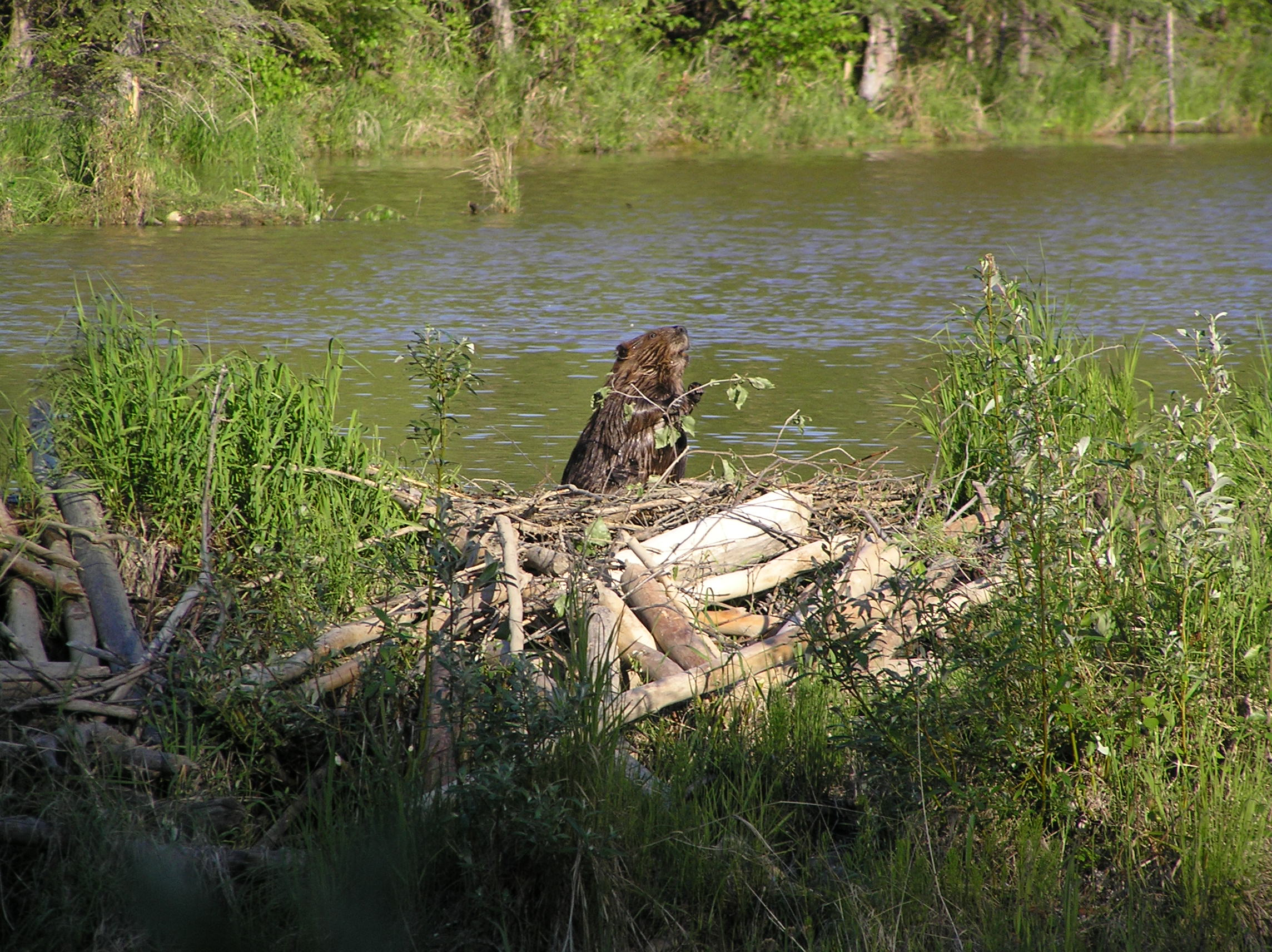
Канадский бобр (Аляска)

Подобно евразийским бобрам, канадские бобры живут в хатках, построенных из хвороста, обмазанного илом и землёй. Из хаток ведут лазы под воду (обычно два); пол в них покрыт корой, травой и древесной стружкой. В норах канадский бобр селится гораздо реже, чем евразийский бобр. Для регуляции уровня воды и скорости течения строит на речках плотины из брёвен, ветвей, камней, ила, глины. Канадские бобры отличаются большими строительными способностями — им принадлежат рекорды в постройке плотин. Например, плотина, построенная на р. Джефферсон (Монтана), достигала в длину семисот метров и легко выдерживала вес всадника; в конце 2000-х годов в национальном парке Wood Buffalo National Park была обнаружена бобровая плотина длиной восемьсот пятьдесят метров (постройка плотины заняла десятки лет и хорошо видна на космических снимках). Канадские бобры отличаются большей строительной активностью по сравнению с европейскими бобрами.
Кишечник у канадского бобра длиннее, что позволяет ему питаться более грубым кормом. Поедает он, в основном, кору и камбий мягких лиственных пород — ивы, клёна, тополя, берёзы, ольхи, осины. Питается также травянистой растительностью, водной и прибрежной. В зоопарках охотно ест батат, картофель, морковь, салат. Делает запасы корма на зиму.
На молодых бобров охотятся волки, койоты, чёрные и бурые медведи, росомахи, рыси, выдры и ильки. На взрослых бобров хищники нападают редко.
Канадские бобры моногамны; после смерти партнёра отыскивают себе нового. Самцы и самки достигают половой зрелости на третий год жизни. Размножаются раз в год, в январе—феврале на севере ареала и в конце ноября — декабре на юге, что позднее, нежели у европейских бобров. Беременность длится 105—107 дней, бобрята рождаются между апрелем и июнем; они зрячие, покрыты красноватым, бурым или чёрным мехом и через 24 часа уже способны плавать. Размером они до 38 см, весят от двухсот пятидесяти до шестисот граммов. В помёте один — четыре детёныша. Кормление молоком продолжается до девяноста дней, хотя уже ко второй неделе бобрята начинают поедать твёрдую пищу. С родителями молодые бобры остаются ещё два года, после чего отправляются на поиски собственного кормового участка. В отличие от европейских бобров с помётом от одного до четырёх детёнышей, у канадских выше плодовитость, самки могут родить до шести бобрят.
Продолжительность жизни от десяти до девятнадцати лет.
Как и европейские бобры, канадские — молчаливые животные. Из издаваемых ими звуков чаще всего можно услышать мычание.

## Численность и значение для человека
В отличие от евразийского бобра, который был практически истреблён, канадский бобр пострадал меньше. Он не относится к охраняемым видам; его численность достигает 10—15 млн особей, хотя до начала европейской колонизации Северной Америки бобров было в десятки раз больше. На канадских бобров интенсивно охотились ради меха и мяса, что к началу XIX века привело к резкому сокращению их ареала. Позднее, благодаря охранным и восстановительным мероприятиям, их численность выросла. В настоящее время канадские бобры на некоторых участках ареала рассматриваются как вредные животные, поскольку их дамбы способствуют затоплению местности, а строительная деятельность уничтожает прибрежную растительность. Но в целом бобры оказывают благоприятное влияние на водные и прибрежные биотопы, создавая условия для процветания множества организмов.
Бобр — национальное животное Канады и изображён на монете достоинством в 5 центов. Он также является символом штатов Орегон и Нью-Йорк и изображён на эмблемах Массачусетского и Калифорнийского технологического института.

## Переселение бобров
В начале 1940-х годов в некоторых районах США столкнулись с проблемой воздействия бобров на территории, которые начали осваиваться человеком. Особо остро стоял вопрос в штате Айдахо.
Проблему для обживания новых земель создавали плотины, возводимые бобрами из поваленных деревьев. Было принято решение о переселении бобров в удалённые от людей местности, где бобры смогли бы положительно повлиять на экологическое состояние водных и приречных биотопов.
Для переселения бобров была выделена территория в центре штата, в крупном природном заповеднике. Данная территория характеризовалась тем, что была труднодоступна для колёсного транспорта.
Решение по переброске бобров в 1948 году предложил офицер природоохранной службы Элмо Хетер. Предложенный им метод заключался в сбрасывании бобров с парашютов. Хетер спроектировал деревянный ящик с отверстиями для вентиляции, открытие которого происходило при ударе об землю. Также Хетер отыскал на военных складах грузовые парашюты, оставшиеся после Второй мировой войны. Им были осуществлена пробная серия вылетов по выброске бобра по кличке Джеронимо. Выброска бобра с самолёта на поле многократно повторялась. На поле его ловили укротители и снова помещали в ящик.
По итогам удачных опытов руководство природоохранной службы дало согласие на парашютную выброску 75 бобров в заповедник.
Снятый кинофильм, повествующий о хрониках операции по переброске бобров, был складирован в архив штата Айдахо и был обнаружен только в 2015 году.
На современном этапе бобров в штате Айдахо также продолжают перевозить по причине экологической целесообразности, но подобные методы уже не используют.

## В культуре

### Мифология и фольклор
- Среди североамериканских индейцев распространён сказочный сюжет следующего содержания: двое персонажей — добрый и злой, ночуют в лесу, злодей решает сжечь обувь/одежду своего противника, развешанные для просушки, однако в итоге сгорают обувь/одежда его самого. Среди атапасков положительным персонажем является бобр, в то время как отрицательный — это либо росомаха, либо связанный с верхним миром персонаж — Солнце, Месяц и т.п.[14].

### Мультипликация
- Крутые бобры — мультсериал, выходивший на телеканале Nickelodeon (а в России — также и на ТНТ). Главными героями являются два брата-бобра: Норберт и Деггет, проживающие в США, в одной из серии к ним в гости приезжают бобры из Канады.

### Геральдика
Как и европейский, канадский бобр встречается на гербах многих американских и канадских городов и муниципалитетов.

Флаг штата Орегон, США
Герб провинции Манитоба, Канада